# Рикельме, Хуан Роман
Хуа́н Рома́н Рике́льме (исп. Juan Román Riquelme; род. 24 июня 1978[…], Сан-Фернандо, Буэнос-Айрес) — аргентинский футболист, победитель Кубка Либертадорес в составе «Боки Хуниорс» (2000, 2001, 2007). Лучший футболист Южной Америки 2001 года. Провёл более 50 матчей за сборную Аргентины. Олимпийский чемпион 2008 года в составе сборной Аргентины.

## Биография
Рикельме — воспитанник школы «Архентинос Хуниорс», однако за основной состав этого клуба не провел ни одного матча. В 18 лет перешёл в «Боку», мгновенно стал ключевым игроком этого клуба. За первый период пребывния в «Боке» он трижды выигрывал чемпионат Аргентины и дважды — Кубок Либертадорес.
В 2002 году переехал в «Барселону», но в те времена в этой команде была неразбериха в руководстве, частые смены тренеров и президентов, хотя обычно Роман попадал в основной состав. Но с приходом в клуб Роналдиньо ставка тренером Франком Райкардом была сделана на чемпиона мира. Рикельме отправился в скромный клуб «Вильярреал». Во многом благодаря именно Рикельме «Жёлтая субмарина» в середине 2000-х гг. стала одним из лучших европейских клубов. В сезоне 2004/05 «Вильярреал» стал третьим в испанской Примере и уже на следующий сезон дошёл до полуфинала Лиги чемпионов. Лишь не реализованный Рикельме пенальти в концовке ответного матча с лондонским «Арсеналом» не позволил его команде выйти в финал.
Летом 2006 года Рикельме стал лидером сборной Аргентины на чемпионате мира в Германии. Аргентинская сборная после группового раунда считалась одним из главных фаворитов турнира. Особенно эффектным получился матч против сборной Сербии и Черногории, выигранный «Альбиселесте» со счётом 6:0. Однако в 1/4 финала аргентинцы в упорной борьбе уступили (опять же в серии пенальти) хозяевам турнира — сборной Германии, которая в итоге заняла третье место.
Постепенно игра в столь скромном, хотя и добившемся значительных успехов в последние годы, клубе, стала тяготить Романа. В начале 2007 года он возвратился на правах аренды в родную «Боку» и провёл с ней очень удачные полгода. Команда уверенно выступила в розыгрыше Кубка Либертадорес 2007 года. Апофеозом мощной игры команды стало финальное противостояние с бразильским «Гремио». Команда из Порту-Алегри уступила «Боке» 0:5 по сумме двух встреч. Сам Рикельме забил три мяча в финальных матчах (гол на «Бомбонере» и оба мяча в ответной игра на «Олимпико Монументал»). Также он был признан лучшим игроком как турнира, так и финала. Рикельме занял второе место в списке бомбардиров турнира — Роман не только отдавал филигранные пасы своим партнёрам, но и забил 8 мячей в ворота соперников (больше забить сумел лишь парагвайский нападающий Сальвадор Кабаньяс).
Летом того же 2007 года Рикельме в очередной раз подтвердил свой высочайший класс игры — 5 голов в 5 матчах Романа вывели сборную Аргентины в финал Кубка Америки. И лишь срыв в финальном матче против Бразилии, в котором аргентинцы уступили со счётом 0:3, не позволил команде Рикельме праздновать успех.
По завершении турнира последовало возвращение в «Вильярреал», которое, по мнению аргентинских специалистов, и не позволило Роману быть признанным официально лучшим игроком мира. В испанском клубе Рикельме не доверяли, да и сам Рикельме чётко дал понять, что намерен возвратиться в прежний клуб — «Боку». Тем временем, в декабре 2007 года «Бока» на правах победителя Кубка Либертадорес приняла участие в Клубном чемпионате мира. На этот турнир по непонятным причинам ФИФА отказалась допускать Рикельме, тем самым только снизив уровень своего же турнира. В итоге итальянский «Милан» обыграл «Боку» в финале КЧМ со счётом 4:2, став первой европейской командой, сумевшей нарушить гегемонию южноамериканцев в главном клубном турнире планеты.
С 2008 года Роман стал полноценным игроком «генуэзцев». В розыгрыше Кубка Либертадорес 2008 «Бока» дошла до полуфинала, где уступила «Флуминенсе». Летом 2008 года Хуан Роман в составе сборной Аргентины стал олимпийским чемпионом, будучи капитаном команды. Во второй половине года Роман вдохновил партнёров на очередной чемпионский титул в Аргентине. В «золотом» мини-турнире «Бока» вырвала победу в Апертуре и Рикельме в четвёртый раз в карьере стал чемпионом Аргентины. По итогам 2008 года Рикельме был назван вторым игроком Южной Америки после Хуана Себастьяна Верона и лучшим игроком Аргентины.
В ноябре 2008 года, после прихода в сборную Диего Марадоны, Рикельме принял решение уйти из национальной команды, заявив, что его не будет в команде до тех пор, пока её тренирует Марадона. Диего прокомментировал отказ полузащитника «Бока Хуниорс» играть за национальную команду под его началом:
«Это решение задело меня до глубины души. Но я не хочу, чтобы болельщики активно обсуждали эту ситуацию. Каждый имеет право выбора.
Если они захотят что-то сказать, то я ничего не смогу поделать с баннерами. Но я никогда не стану ссориться с фанатами, тем более с болельщиками „Бока Хуниорс“».
Значительную часть 2009 года Рикельме был травмирован.
16 августа 2010 года Рикельме продлил контракт с клубом «Бока Хуниорс» на 4 года.
26 января 2015 года Рикельме объявил о завершении игровой карьеры в возрасте 36 лет. Но прощальный матч Рикельме прошел через 8 лет, 26 июня 2023 в Буэнос-Айресе. Сборная Аргентины играла против «Бока Хуниорс». За сборную страны играли Лионель Месси, Анхель Ди Мария и множество других звезд. Но победу одержала команда «Боки» со счетом 5:3.
23 декабря 2019 года на первом заседании Совета директоров «Боки Хуниорс» после победы на выборах президента клуба Хорхе Амора Амеаля назначен 2-м вице-президентом и будет отвечать за футбол на всех уровнях.

## Достижения
Командные
Бока Хуниорс
- Чемпион Аргентины (4): Ап. 1998, Кл. 1999, Ап. 2000, Ап. 2011
- Обладатель Кубка Либертадорес (3): 2000, 2001, 2007
- Обладатель Межконтинентального кубка : 2000
- Обладатель Рекопы Южной Америки: 2008

Вильярреал
- Обладатель Кубка Интертото : 2004

Сборная Аргентины
- Чемпион мира среди молодёжи (до 20 лет): 1997
- Олимпийский чемпион: 2008

Личные
- Футболист года в Аргентине (4): 2000, 2001, 2008, 2011
- Футболист года в Южной Америке: 2001
- Лучший иностранный игрок чемпионата Испании: 2005
- Лучший игрок Кубка Либертадорес (2): 2001, 2007